# 진수부 (일본 제국 해군)
진수부(鎮守府 진쥬후[*])는 한때 일본 제국 해군의 근거지로 함대의 후방을 통괄하는 기관이었다. 그 전신은 1871년에 병부성 내에 설치된 해군제독부였다.

## 개요
각 진수부에는 관할 해군 관구의 방어 준비, 소속 함정의 지휘, 보급, 출동 준비, 군대의 징집, 훈련, 시정의 운영, 감독에 나섰다. 진수부 사령장관(대장, 중장)은 군정에 관해서는 해군 장관의, 작전 계획에 관해서는 해군군령부장(군령부 총장)의 지시를 받았다. 또한, 오미나토(현 무쓰시)는 진수부가 있는 군항보다 한 단계 아래의 요항으로 정해져 ‘요항부’가 설치되었다. 요항부는 1941년 11월에 진수부와 동격의 경비부로 수정되었다. 그러나 진수부와 같은 고유의 함정은 보유하지 않아 경비전대, 방비전대는 편제되지 않았다.

## 역사
1875년에 일본 연안을 동서 두 바닷면으로 나누어 동서 지휘관의 지휘 하에 두게 하였고, 1876년에 동해, 서해 두 곳에 진수부를 설치하기로 했다. 동해 진수부가 먼저 요코하마에 가설되었고(서해 진수부는 아직 개설되지 않았고), 1884년에는 요코스카로 이전되어 요코스카 진수부라고 개칭되었다.
1886년 해군 조례 제정으로 일본의 연안 해면을 5해군구로 나누고 각 해군구에 진수부와 군항을 설치하게 되었다. 요코스카 외에, 1889년에 구레 진수부와 사세보 진수부, 1901년에는 마이즈루 진수부가 개청했다. 그러나 당초 예정되어 있던 무로란의 설치는 1903년에 중단되었다.
1905년에는 여순구 진수부가 설치되었으며, 1906년 ‘여순 진수부’라고 개칭하였다가 1914년에 폐지된다. 또한 마이즈루는 1923년 워싱턴 해군 군축 조약의 여파로 일시 중단되었으나(요항로로 격하), 1939년에 부활했다.
진수부는 제2차 세계 대전 후인 1945년 11월에 폐지되었다. 1952년에 발족한 ‘경비대’, 1954년에 발족한 해상자위대는 과거 해군구, 진수부에 해당하는 것으로서 지방대, 지방총감부를 두었다. 현재는 요코스카, 마이즈루, 오미나토, 사세보, 구레에 지방대가 설치되어 있다.

## 목록
- 요코스카 진수부
- 구레 진수부
- 사세보 진수부
- 마이즈루 진수부
- 여순구 진수부

## 같이 보기
- 일본 제국 해군
- 일본 제국 해군의 기지
- 요항부
- 경비부

## 참고 자료
- 하타 이쿠히코 (2005년). 《일본 육해군 종합 사전》 2판. 도쿄대학출판부.